# MAŤO
MAŤO byl 8bitový osobní počítač, jehož autory byli Ivan Urda a Štefan Ševčík. Vyvinutý byl v roce 1987 v podniku VÚZ StrojSmalt Bánská Bystrica na detašovaném pracovišti Pohorelá. Záměrem bylo vytvořit osobní počítač do základních škol pro výuku programování z tuzemských součástek, cenově dostupný i široké veřejnosti s cenou do 3000Kčs a do 6 měsíců vytvořit funkční prototyp.

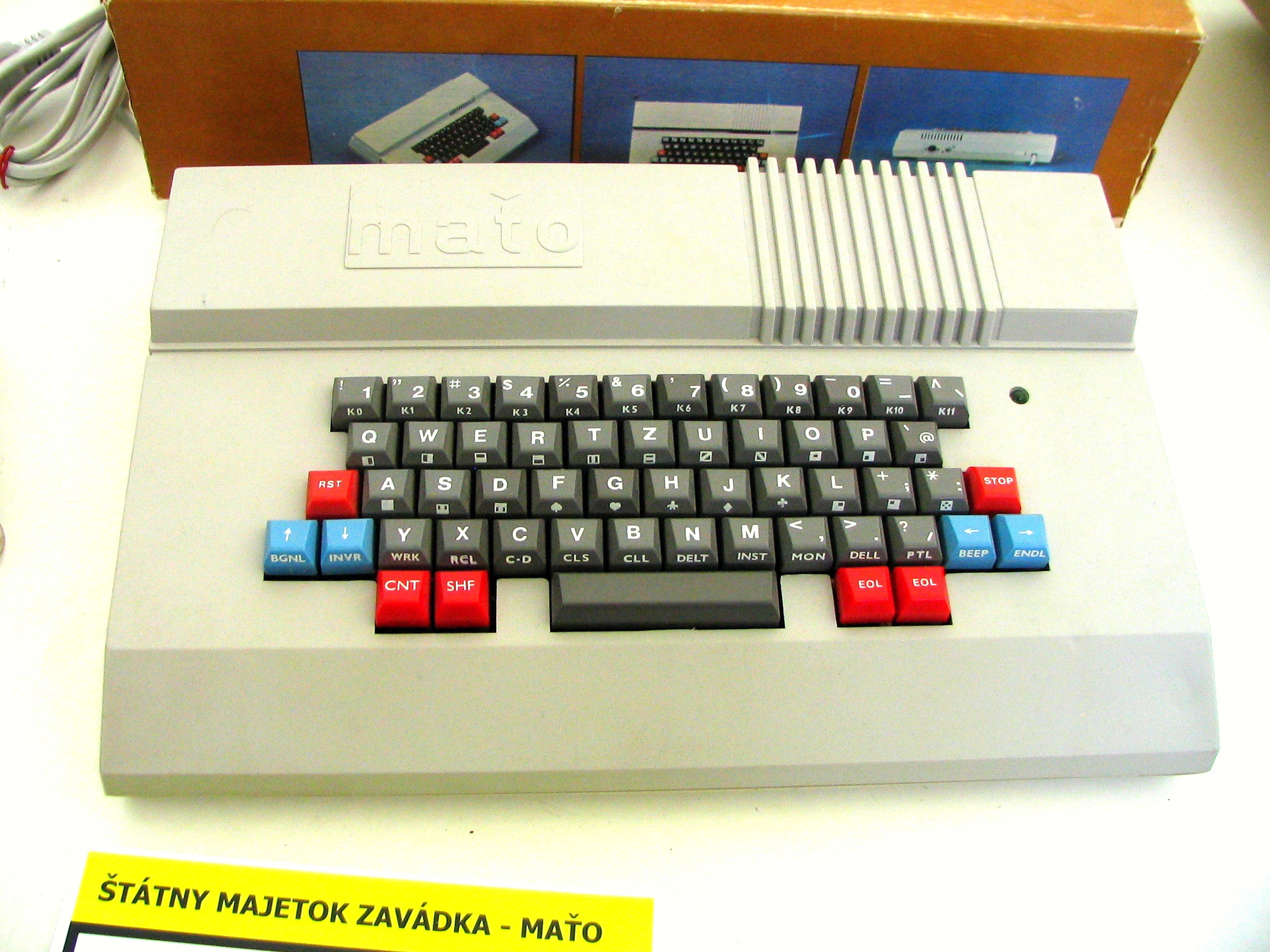
Československý 8bitový počítač Maťo

Dle slov autora Ivana Urdy byl vyvinut za 3 měsíce a první prototyp se jmenoval BAPO jako "BAbačův POčítač", později se přejmenoval na "Babac computer". Babač byl jeho šéf. Konečné jméno počítače znělo Maťo.
Pod názvem MAŤO se začal vyrábět v roce 1989 v bývalém Československu ve státním statku Štátny majetok Závadka nad Hronom. Cílem tohoto družstva bylo vytvořit co nejlacinější osobní počítač, proto se prodával například také jako elektronická stavebnice, kterou si bylo možné sestavit doma - bylo třeba seskládat plastové díly klávesnice, deska elektroniky samotného počítače byla již hotová.
Svým způsobem šlo o klon známého PMD 85 vyráběného v podniku Tesla Bratislava, avšak s modifikacemi, které znemožnily zpětnou kompatibilitu s PMD 85. Právě kvůli tomuto faktu a také pro pozdější nasazení do prodeje byl počítač MAŤO odsouzen ke komerčnímu neúspěchu.
Výhodou oproti PMD 85 byl zabudovaný napájecí zdroj a upravená klávesnice, která měla méně kláves díky zavedení funkční klávesy CNT (Control). Nevýhodou byla hlavně jiná hardwarová a softwarová koncepce, odlišný způsob záznamu na kazetový magnetofon a také rozdílné adresování paměti. Právě tyto aspekty znemožnily nahrávaní a fungovaní programů naprogramovaných na PMD 85.

## Specifikace
- Procesor MHB 8080A 2,048 MHz
- RAM: 48 KB (BAPO-1 měl původě 64kB RAM)
- ROM: 16 KB
- systémový monitor a vestavěný BASIC-G
- záznam programů na standardní kazetový magnetofon
- monochromatický výstup na TV
- rozlišení displeje 288×256 bodů